# 7317 Кабот
7317 Кабот (7317 Cabot) — астероїд головного поясу, відкритий 12 березня 1940 року.
Тіссеранів параметр щодо Юпітера — 3,552.